# عیش‌آباد (بلورد)
عیش‌آباد روستایی در دهستان بلورد بخش بلورد شهرستان سیرجان استان کرمان ایران است.

## جمعیت
بر پایه سرشماری عمومی نفوس و مسکن در سال ۱۳۹۵ جمعیت این مکان ۵۶ نفر (۱۴خانوار) بوده‌است.